# 洛特·赖尼格
洛特·赖尼格（德語：Lotte Reiniger，1899年6月2日—1981年6月19日），德国剪影动画师及电影导演。

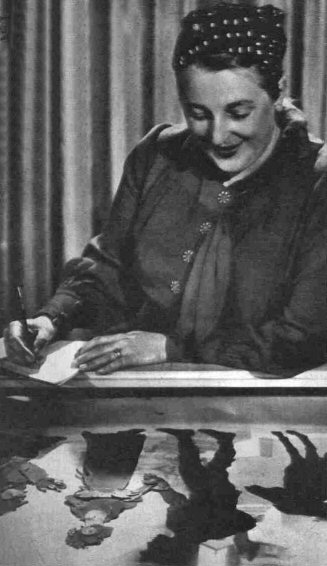
洛特·赖尼格在德國工作

## 生平

### 早年生涯
赖尼格1899年6月2日出生在柏林－夏洛滕堡（Berlin-Charlottenburg）。孩提时代，她被中国皮影艺术吸引，建立了自己的木偶剧院，为家人和朋友演出。
少女时期，她迷上了电影，先是对乔治·梅里爱（Georges Méliès）的电影特效产生兴趣，后来又对演员及导演保罗·韦格纳（Paul Wegener）的电影颇为着迷，特别是电影《泥人哥连出世记》（Der Golem, wie er in die Welt kam，1920年）。 1915年，她参加了韦格纳举办的一场讲座，该讲座关注当时还是梦幻一般的动画的可能性。
她最终说服父母让她参加韦格纳隶属的马克斯·莱因哈特（Max Reinhardt）的德意志剧院（Deutschen Theater）。起初她為不同演员製作人像剪影，很快她便为韦格纳的电影制作片头，其中用到许多她制作的剪影。

### 成年与成功
1918年，赖尼格为木头老鼠制作了动画，并为韦格纳氏的电影《吹笛的人》（Der Rattenfänger von Hameln）创建了动画插入字幕。这项工作的成功，使她被文化研究所（Institut für Kulturforschung）接纳为成员，该研究所是实验动画和电影短片的工作室。正是在这里，她遇到了她未来的创作伙伴和丈夫（1921年结婚）卡尔·科赫（Carl Koch），以及其他前卫艺术家，包括汉斯·屈利斯（Hans Cürlis）、贝托尔特·布莱希特（Bertolt Brecht）、贝特霍尔德·巴托施（Berthold Bartosch）。
赖尼格执导的第一部电影是《爱情的饰品》（Das Ornament des verliebten Herzens，1919年），这部短片涉及一对恋人及一件反映了他们情绪的饰品。这部电影十分受欢迎。
随后几年，她制作了六部短片，均由其丈夫生产并拍摄。其间她还穿插制作了广告片（Julius Pinschewer广告代理公司在魏玛时期发明了广告片，并赞助了许多抽象动画制作者）和各种专题片的特效（最有名的是弗里茨·朗的《尼伯龙根》（Die Nibelungen）第一部中的梦幻场景中的鹰的剪影）。在此期间，她成了一群雄心勃勃的德国动画制作者的中心，这些动画制作者包括贝特霍尔德·巴托施、汉斯·里希特（Hans Richter）、瓦尔特·鲁特曼（Walter Ruttmann）、奥斯卡·菲欣格（Oskar Fischinger）。
1923年，路易·哈根（Louis Hagen）同赖尼格接触，当时哈根已购买了大量原始电影胶片作为一种投资，以应付通货膨胀的上升，哈根让赖尼格制做长篇动画电影。结果赖尼格于1926年完成了《艾哈迈德王子历险记》（Die Abenteuer des Prinzen Achmed），这是世界上首批动画故事片之一，是从《一千零一夜》节选的故事情节的大杂烩。虽然在将近一年时间内，该片未能找到分销商，但在巴黎首演（多亏让·雷诺阿的支持），该片获得极大成功。
赖尼格制作了第一个多平面摄像的特效，这抢先沃尔特·迪斯尼和乌布·伊沃克斯十年。此外，《艾哈迈德王子历险记》由瓦尔特·鲁特曼（赖尼格在《尼伯龙根》中的搭档）制作了梦幻般的背景，沃尔夫冈·泽勒（Wolfgang Zeller）创作了交响配乐。卡尔·科赫、贝特霍尔德·巴托施的增添了附加效果。
《艾哈迈德王子历险记》获得成功后，赖尼格得以制作第二部故事片《杜立德医生和他的动物》（Doktor Dolittle und seine Tiere，1928年）。本片是在休·洛夫廷（Hugh Lofting）创作的第一部英文儿童读物的基础上改编而成。影片讲述了这位好医生远航到非洲帮助医治生病的动物的故事。这部分成三部分的电影的配乐由库尔特·魏尔（Kurt Weill）、保罗·欣德米特（Paul Hindemith）、保罗·德绍（Paul Dessau）完成。
一年后，赖尼格与罗胡斯·格利泽（Rochus Gliese）共同执导了赖尼格的第一部实景片《对幸福的追求》（Die Jagd nach dem Glück，1929年），这是关于一个皮影戏剧团的故事。该片主演是让·雷诺阿和贝特霍尔德·巴托施，片中有20分钟的赖尼格的剪影表演。不幸的是，这部电影正巧在有声片来到德国时完成，所以被推迟到1930年上映，以便由不同的演员配音，其结果很不成功，毁掉了该电影的所有乐趣。
赖尼格试图制作出第三部动画故事片，灵感来自莫里斯·拉威尔（Maurice Ravel）的歌剧《儿童和迷惑的东西》（L'enfant et les sortilèges，1925年）。但她无法全部清除加在拉威尔的音乐、科莱特（Colette）的唱词上的个人权利，以及意想不到的许多版权持有人的个人权利。拉威尔在1937年去世，导致这种清除工作变得更加复杂，赖尼格终于放弃了该项目，虽然她曾设计了一些电影片段和动画场景以说服潜在的支持者和权利人。
赖尼格曾与英国诗人、评论家和音乐家埃里克·沃尔特·怀特（Eric Walter White）在几部电影中合作。怀特写下了有关赖尼格作品的早期论文：Walking Shadows: An Essay on Lotte Reiniger's Silhouette Films, (London: Leonard and Virginia Woolf, 1931)。

### 离开德国与晚年
随着纳粹党的崛起，赖尼格和科赫决定移民（二人均参与左翼政治），但发现没有其他国家会给予他们永久签证。因此，夫妻二人在1933年至1944年在不同国家间流離，只要签证允许，能逗留多久就逗留多久。他们在巴黎与让·雷诺阿合作，在罗马与卢奇诺·维斯孔蒂（Luchino Visconti）合作。他们在这段时间用盡方法制作了12部电影，最有名的是《卡门》（Carmen，1933年）和《帕帕吉诺》（Papageno，1935年），均基于受欢迎的歌剧（比才的《卡门》和莫扎特的《魔笛》）改编。从第二次世界大战开始，直到1944年，他们一直和维斯孔蒂呆在罗马，此后他们搬回柏林。
1949年，赖尼格和科赫迁居英国伦敦，在那里赖尼格为Ground Film Unit以及约翰·格里尔逊的General Post Office Film Unit制作了一些短广告片。虽然赖尼格住在伦敦，但在1950年代初，她仍然成为了“弗雷迪”·布卢姆（"Freddie" Bloom）的朋友，布卢姆是全国失聰兒童协会（National Deaf Children's Society）第一届理事，并且請求赖尼格为这个新成立慈善组织设计标志。为此，赖尼格刻出四个孩子跑上一座小山的标志。赖尼格用剪刀在几分钟内便创造出4个孩子的不同剪影，令布卢姆赞叹不已。这一标志一直使用到1990年代，当时一个设计公司应邀对其加以修改，结果只进行了非常小的修改，但几年后这一新设计被放弃，标志恢复为赖尼格的最初版本。
1953年，他们和小路易·哈根（Louis Hagen Jr.，在波茨坦的《艾哈迈德王子奇遇记》的投资者之子）成立了Primrose Productions。此后两年，该公司为英国广播公司（BBC）及美国电视台（Telecasting America）生产了十几部以《格林童话》作藍本改编的剪影动画短片。赖尼格还为1953年罗杰·兰斯林·格林（Roger Lancelyn Green）的图书《亚瑟王和他的圆桌骑士团》（King Arthur and His Knights of the Round Table）画了插图。
1972年，赖尼格被授予德国电影奖中的“金胶片奖”（Filmband in Gold）。1979年，她获授联邦十字勋章。1981年6月19日，赖尼格在德国代滕豪森（Dettenhausen）逝世，享年82岁。

## 作品
- 1916: Rübezahls Hochzeit (Titelsilhouetten)
- 1918: Der Rattenfänger (Titelsilhouetten)
- 1918: Der fremde Fürst
- 1919: Das Ornament des verliebten Herzens (Kurz-Animationsfilm)
- 1920: Der fliegende Koffer (Kurz-Animationsfilm)
- 1921: Der verlorene Schatten (Titelsilhouetten)
- 1922: Aschenputtel (Kurz-Animationsfilm)
- 1926: Die Abenteuer des Prinzen Achmed (Spielfilm)
- 1928: Doktor Dolittle und seine Tiere (Kurz-Animationsfilm)
- 1930: Zehn Minuten Mozart (Kurz-Animationsfilm)
- 1931: Harlekin
- 1932: Sissi (Kurz-Animationsfilm)
- 1933: Don Quichotte (Spielfilm)
- 1933: Das rollende Rad (Kurz-Animationsfilm)
- 1933: Carmen
- 1934: Der kleine Schornsteinfeger (Kurz-Animationsfilm)
- 1934: Der Graf von Carabas (Kurz-Animationsfilm)
- 1934: Das gestohlene Herz (Kurz-Animationsfilm)
- 1935: Papageno (Kurz-Animationsfilm)
- 1935: Galathea (Kurz-Animationsfilm)
- 1952: Der Froschkönig
- 1954: Der Heuschreck und die Ameise (Kurz-Animationsfilm)
- 1954: Das tapfere Schneiderlein (Kurz-Animationsfilm)
- 1954: The Sleeping Beauty (Kurz-Animationsfilm)

### 编剧
- 1942: Una signora dell'Ovest

### 著作
- Lebende Schatten. Kunst und Technik des Silhouettenfilms, in: Edmund Bucher, Albrecht Kindt (Hrsg.): Film-Photos wie noch nie, Kindt & Bucher Verlag GmbH, Gießen 1929, S. 45 f. (Ill. S. 114 f.)

## 延伸阅读
- Eva Chrambach: Reiniger, Lotte. In: Neue Deutsche Biographie (NDB). Band 21. Duncker & Humblot, Berlin 2003, S. 370 f. (全文) （德文）
- Margit Downar (Bearb.): Lotte Reiniger: Silhouettenfilm und Schattentheater. Zur Ausstellung des Puppentheatermuseums im Münchner Stadtmuseum. Verlag Karl M. Lipp, München 1979, ISBN 3-87490-532-2
- Werner Biedermann: Filme, Festivals und Cineasten – Gespräch mit Lotte Reiniger. Katholische Akademie Schwerte, Schwerte 2004, ISBN 3-927382-48-5
- Alfred Happ: Boote – Luftschiffe – Automobile. Verkehrsmittel im Film- und Scherenschnittchaffen von Lotte Reinigers. In: Ursula und Otto Kirchner (Herausgeber): Unterwegs. Wie und wohin? Das Motiv der Fortbewegung im Scherenschnitt, München 2010. Seite 26-35. ISBN 978-3-940061-40-9
- Alfred Happ: Lotte Reiniger. 1899–1981 ; Schöpferin einer neuen Silhouettenkunst. Kulturamt, Tübingen 2004, ISBN 3-910090-56-7
- Melanie Letschnig: Es war einmal kein Ofen. Über die märchenhaften Silhouettenfilme von Lotte Reiniger. Diplomarbeit, Universität Wien 2006 (Volltext UB Frankfurt)
- Helga Happ (Hrsg.): Von Herzen! Lotte Reiniger und ihre Zeit in Dettenhausen : Erinnerungen an die Meisterin des Scherenschnitts, Tübingen : Schwäbisches Tagblatt, 2007, ISBN 978-3-928011-60-0
- Evamarie Blattner und Karlheinz Wiegmann (Hrsg.): Lotte Reiniger : "Mit zaubernden Händen geboren"; drei Scherenschnittfolgen, Tübingen : Universitätsstadt Tübingen, 2010, ISBN 978-3-8030-3352-9
- Susanne Marschall, Rada Bieberstein: Lotte Reiniger – Tanz der Schatten [Bildtonträger] : Porträt der Pionierin des künstlerischen Trickfilms,Berlin : Absolut Medien, 2012, ISBN 978-3-8488-3002-2